# Craig Adzeh
Craig George Adzeh (Villeneuve-Saint-Georges, 26 mei 2003) is een Frans basketballer.

## Carrière
Adzeh speelde in de jeugd van BCM Gravelines-Dunkerque en maakte zijn debuut voor de eerste ploeg in het seizoen 2020/21. Hij speelde bij de club tot in 2022 toen hij de overstap maakte naar de Belgische eersteklasser Spirou Charleroi. Bij Charleroi speelde hij in zijn eerste seizoen vijftien wedstrijden en in zijn tweede seizoen veertien wedstrijden met de eerste ploeg. In 2024 verlengde hij zijn contract bij Charleroi met nog eens twee seizoenen. Aan het einde van het seizoen 2024/25 verliet hij Charleroi na drie seizoenen.